# Paul Kühn (Bibliothekar)
Paul Theodor Kühn (* 16. Oktober 1866 in Frankenberg/Sa.; † 28. Oktober 1912 in Leipzig) war ein deutscher Bibliothekar, Autor und Kunsthistoriker.

## Leben
Paul Kühn war der älteste Sohn des Stadtmusikdirektors Theodor Kühn und seiner Ehefrau Anna, geb. Windisch. Er studierte ab 1886 Germanistik und neuere Sprachen an der Universität Leipzig und wurde dort 1889 promoviert. Ab 1890 arbeitete er an der Universitätsbibliothek Leipzig, zunächst als Volontär, ab 1891 als Assistent, ab 1898 als Kustos und ab 1901 als Bibliothekar.
Paul Kühn publizierte zudem auf dem Gebiet der Literatur- und der Kunstgeschichte. Er gilt als erster Biograph Max Klingers und verfasste u. a. mehrere Artikel für das Künstlerlexikon Thieme-Becker und die Illustrirte Zeitung.

Traueranzeigen für Paul Kühn. In: Leipziger Neueste Nachrichten vom 29. Oktober 1912

## Veröffentlichungen (Auswahl)
- Die Syntax des Verbums in Aelfrics "Heiligenleben". Dissertation Leipzig 1889.
- Das Nietzsche Archiv zu Weimar. Alexander Koch, Darmstadt 1904.
- Max Klinger. Breitkopf & Härtel, Leipzig 1907.
- Weimar. Klinkhardt & Biermann, Leipzig 1908.
- Die Frauen um Goethe. Die Frauen, Ehe, Seelenfreundschaft, Liebe. Klinkhardt & Biermann, Leipzig 1911.
- Die Frauen um Goethe. Familie und Freundschaft. Bildung. Geselligkeit. Alter und neue Jugend. Klinkhardt & Biermann, Leipzig 1912.